# Kalima (piasek)
Kalima – pył lub piasek nad Oceanem Atlantyckim znad marokańskiej części Sahary.

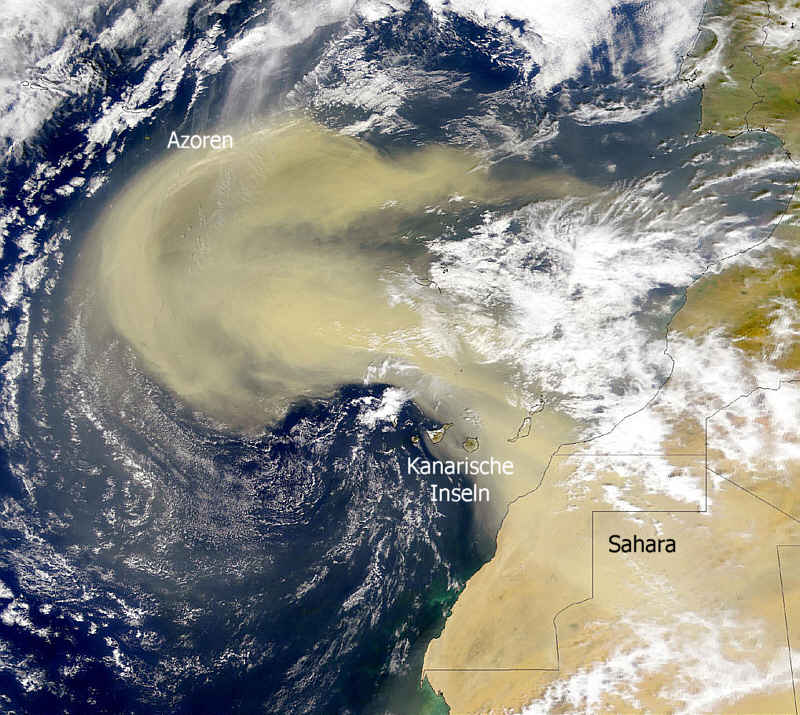
Zdjęcie satelitarne pokazujące przemieszczanie się saharyjskiego pyłu nad Wyspami Kanaryjskimi

Kalima jest związana z burzami piaskowymi nad Saharą i transportem pyłów przez wschodnie wiatry. W czasie kalimy na Wyspach Kanaryjskich widzialność spada (przypomina mgłę) i drobne cząstki pyłu pokrywają ulice, domy i inne obiekty.
Dla mieszkańców Wysp Kanaryjskich kalima oznacza suche i gorące powietrze oraz temperaturę, która może przekraczać 40 °C.